# Polydesmus luctuosus
Polydesmus luctuosus är en mångfotingart som beskrevs av Peters 1864. Polydesmus luctuosus ingår i släktet Polydesmus och familjen plattdubbelfotingar. Inga underarter finns listade i Catalogue of Life.